# Kozma Dominik
Kozma Dominik (Skócia, Dunfermline, 1991. április 10. –) világ- és Európa-bajnoki bronzérmes magyar úszó. Édesapja Kozma István válogatott labdarúgó.

## Sportpályafutása
2007-ben a rövid pályás ob-n 200 m gyorson lett magyar bajnok. A 2008-as olimpián a 4 × 200 m-es gyors váltóban indult, amely országos csúccsal 13. lett. 2009-ben az ifjúsági Európa-bajnokságon 50 gyorson első, 200 vegyesen második, a vegyes váltóval harmadik volt. A rövid pályás Eb-n 50 m gyorson 42., 100 m gyorson 32., 200 m gyorson 25. volt.
A 2010-es Európa-bajnokságon a 4 × 100 méteres gyorsváltóval hatodik, a 4 × 100-as vegyes váltóval hetedik volt. 200 m gyorson elődöntőbe jutott, de a csapatvezetés visszaléptette. 100 m gyorson egyéni csúccsal 15. volt. A 4 × 200 m-es gyorsváltóval és 50 m gyorson 10.-ként zárt. A rövid pályás Európa-bajnokságon 50 m gyorson és 100 m gyorson a 26. volt.
A 2011-es vb-n 100 m gyorson a 27., 50 m gyorson a 19. lett. A 4 × 100 méteres vegyes váltóval 15. helyen ért célba. A rövid pályás Eb-n 50 és 100 m gyorson is a 8. helyen végzett.
A 2012-es Európa-bajnokságon a 4 × 100 méteres gyors váltóval hatodik volt. A váltó első embereként országos csúcsot ért el 100 méteren. 200 m gyorson, a 4 × 100 méteres gyors váltóval és a 4 × 100 méteres vegyes váltóval egyaránt bronzérmet ért el. 100 méter gyorson ötödik, 50 m gyorson 13. volt.
Az olimpián 200 méter gyorson – 1:47,18-as egyéni csúccsal – bejutott az elődöntőbe, ahol legjobbját tovább javítva (1:46,93) tizedik lett. A 4 × 200 m gyorsváltóval nyolcadik lett a selejtezőben, és a döntőben is. Tagja volt a 4 × 100 méteres vegyes váltónak, amely a selejtezőből országos csúccsal, hetedik helyen jutott a döntőbe, majd a fináléban újabb magyar csúccsal ötödik lett.
A 2012-es rövid pályás Európa-bajnokságon 50 méter gyorson a 21. helyen végzett. 100 méter gyorson a selejtezőben 13., az elődöntőben 12. lett. 200 méter gyorson 14. volt. A rövid pályás világbajnokságon 50 m gyorson 30., 100 m gyorson 17., 200 m gyorson 12 lett. A 4 × 100 m vegyes váltóval döntőbe jutott, de ott kizárták a csapatot.
2013 májusában egy balesetben megsérült egy szalag a kezében. Az ezt követő műtét miatt kihagyta az országos bajnokságot. A rövid pályás Európa-bajnokságon 50 méter gyorson kilencedik, 100 méter gyorson hetedik lett. 200 méter gyorson bronzérmet nyert. A vegyes váltóval 13. helyen végzett. A 2014-es Európa-bajnokságon 50 m gyorson 13., 100 méter gyorson hatodik, 200 méter gyorson negyedik helyezést, a vegyes váltóval bronzérmet szerzett. A 2014-es rövid pályás úszó-világbajnokságon 200 méter gyorson negyedik, a vegyes váltóval 10. lett. 2015 nyarán vállműtétén esett át. Emiatt kihagyta a világbajnokságot. A 2016-os úszó-Európa-bajnokságon 100 m gyorson 22., 200 m gyorson 10., 4 × 100 m gyorsváltóban ötödik, 4 × 200 m gyorsváltóban hetedik helyen ért célba.
A 2017-es budapesti világbajnokságon 4 × 100 méteres gyorsváltóban bronzérmet szerzett. A 200 méteres gyorsúszás döntőjében 1:45.54-es  új országos csúcsot úszva 6. helyen végzett, 100 méteres gyorsúszásban a 21. helyen végzett. A 4 × 200 méteres gyorsváltó tagjaként 10. helyen zárt. A 4 × 100 méteres mix gyorsváltó tagjaként 6. helyen végzett.
A 2018-as úszó-Európa-bajnokságon negyedik lett a 4x100-as gyorsváltó tagjaként, míg az egyéni számaiban nem jutott döntőbe, 100 méter gyorson 13. lett, a 200 méter gyorsúszástól visszalépett. Az év végi rövid pályás világbajnokságot kihagyta.
A 2019-es úszó-világbajnokságon 200 méter gyorsúszásban 7. lett. Októberben a Stamina versenyzője lett. Edzéseit Kovács László irányítja.
A tokiói olimpián 200 méteres gyorsúszásban nem jutott a döntőbe, összesítésben 30. lett. A 4 × 200 méteres gyorsváltó tagjaként (Zombori Gábor, Márton Richárd, Holló Balázs) nem jutottak döntőbe, a négyest rossz váltás miatt kizárták előfutamukból.

## Eredmények
- Világbajnokság – 2019.07.23. – 200 m gyors, 7. helyezés
- Európa-bajnokság – 2012. 05. 27. – 4 × 100 m vegyes váltó, 3. helyezés
- Európa-bajnokság – 2012. 05. 26. – 4 × 200 m gyors váltó, 3. helyezés
- Európa-bajnokság – 2012. 05. 23. – 200 m gyors, 3. helyezés
- Ifjúsági Európa-bajnokság – 2009. 07. 12. – 50 m gyors, 1. helyezés
- Ifjúsági Európa-bajnokság – 2009. 07. 12. – 200 m vegyes, 2. helyezés
- Ifjúsági Európa-bajnokság – 2009. 07. 12. – 4 × 100 m vegyes váltó, 3. helyezés
- Ifjúsági Európa-bajnokság – 2009. 07. 12. – 4 × 200 m gyorsváltó, 4. helyezés
- Ifjúsági Európa-bajnokság – 2008. 08. 03. – 200 m vegyes – férfi, 4. helyezés
- Ifjúsági Európa-bajnokság – 2008. 08. 03. – 4 × 100 m vegyes váltó – férfi, 7. helyezés
- Ifjúsági Európa-bajnokság – 2008. 08. 03. – 50 m gyors – férfi, 8. helyezés

### Magyar bajnokság
|                           | 2007 | 2008 | 2009 | 2010 | 2011 | 2012 | 2013 | 2014 | 2015 | 2016 | 2017 | 2018 | 2019 | 2021 |
| ------------------------- | ---- | ---- | ---- | ---- | ---- | ---- | ---- | ---- | ---- | ---- | ---- | ---- | ---- | ---- |
| 50 m gyors                |      | 3.   | 2.   | 2.   | 2.   | 2.   |      | 2.   |      | 5.   | 7.   | 4.   |      |      |
| 100 m gyors               |      |      | 1.   | 1.   | 2.   | 2.   |      | 1.   |      | 3.   | 3.   | 2.   | 2.   |      |
| 200 m gyors               |      | 3.   | 6.   | 1.   |      |      |      | 1.   |      | 2.   | 4.   | 1.   | 1.   |      |
| 50 m pillangó             |      | 4.   |      |      |      |      |      |      |      |      | 5.   | 1.   | 4.   |      |
| 50 m mell                 |      |      | 6.   |      |      |      |      |      |      |      |      |      |      |      |
| 4 × 100 m gyors           |      | 1.   | 1.   | 1.   | 1.   | 1.   |      | 1.   |      |      | 5.   | 3.   | 1.   |      |
| 4 × 200 m gyors           |      | 1.   | 1.   | 1.   | 1.   |      |      | 1.   |      | 7.   |      | 2.   | 1.   |      |
| 4 × 100 m vegyes          | 1.   | 1.   | 1.   | 1.   | 1.   | 2.   |      | 1.   |      |      |      | 5.   |      |      |
| 4 × 100 m gyors (vegyes)  |      |      |      |      |      |      |      | 1.   |      |      | 4.   | 1.   | 2.   | 8.   |
| 4 × 100 m vegyes (vegyes) |      |      |      |      |      |      |      |      |      |      | 5.   | 1.   |      |      |

2020-ban nem indult a magyar bajnokságon

### Rekordjai
100 m gyors
- 49,12 mp (2012. május 21., Debrecen) országos csúcs
- 48,86 mp (2014. augusztus 21., Berlin) országos csúcs[28]
- 48,83 mp (2014. augusztus 21., Berlin) országos csúcs[29]
- 48,76 mp (2014. augusztus 22., Berlin) országos csúcs[30]
- 48,61 mp (2017. július 23., Budapest) országos csúcs[31]
- 48,26 mp (2017. július 23., Budapest) országos csúcs[32]
- 48,25 mp (2017. július 29., Budapest) A vegyes 4 × 100 m gyors selejtezőjében. Hivatalosan nem csúcseredmény[33]

200 m gyors
- 1:45,54 mp (2017. július 25., Budapest) országos csúcs[34]

100 m gyors, rövid pálya
- 46,93 mp (2017. augusztus 6., Berlin) országos csúcs[35]
- 46,50 mp (2017. augusztus 6., Berlin) országos csúcs[36]

200 m gyors, rövid pálya
- 1:41,03 mp (2017. augusztus 7., Berlin) országos csúcs[37]

## Díjai, elismerései
- Magyar Ezüst Érdemkereszt (2012)